# M.o.v.e
Move (lletrejat com a M.O.V.E i abans conegut com a move) és un grup musical-japonès format per 3 membres. El grup està format per yuri [Masuda Yuuri | 益田祐里] com vocal, motsu [Segawa Mototaka | 瀬川素公] en les veus rap, |Kimura Takashi | 木村貴志|] com a productor.
M.O.V.E potser és més conegut en aquest àmbit de la música pel seu estil únic de barrejar el rock, rap, electrònica, metal i altres gèneres musicals. M.O.V.E és també conegut per contribuir en les obertures i tancaments de l'anime Initial-D, algunes de les seues contribucions Around the world, Rage your dream, Break in the 2 night, Blazin' beat, Gamble rumble, Dogfight i Noizy tribe.

## Discografia

### Àlbums
- Electrock (24 de juny de 1998)
- Worlds of the mind (19 de gener de 2000)
- Operation Overload 7 (15 de febrer de 2001)
- SYNERGY (27 de febrer de 2002)
- DECADANCE (10 de setembre de 2003)
- Deep Calm (28 de gener de 2004)
- BOULDER (26 de gener de 2005)
- GRID (25 de gener de 2006)
- HUMANIZER (21 de gener de 2009)
- Anim.o.v.e 01 (19 d'agost de 2009)

### Senzills
- Rock in Down (1 d'octubre de 1997)
- Around the world (7 de gener de 1998)
- Over drive (18 de març de 1998)
- Rage your dream (13 de maig de 1998)
- Break in the 2 night (11 de novembre de 1998)
- Platinum (30 de juny de 1999)
- Blazin' Beat (27 d'octubre de 1999)
- Words of the mind (19 de gener de 2000)
- Sweet vibration (19 de juliol de 2000)
- Gamble rumble (11 de gener de 2001)
- Super sonic dance (13 de juny de 2001)
- Fly me so high (8 d'agost de 2001)
- Come together (19 de desembre de 2001)
- Romancing train (6 de febrer de 2002)
- Future breze (26 de juny de 2002)
- ¡ Wake your love ! (20 de novembre de 2002)
- Burning Dance (25 de juny de 2003)
- Painless PAIN! (3 de setembre de 2003)
- Blast My Desire (7 de gener de 2004)
- Dogfight (26 de maig de 2004)
- Ghetto Blaster (4 d'agost de 2004)
- How To See You Again/Noizy Tribe (13 de gener de 2005)
- Freaky Planet (28 de setembre de 2005)
- Disco time (26 d'octubre de 2005)
- Raimei (23 de novembre de 2005)
- Angel Eyes (14 de desembre de 2005)
- Good Day Good Time